# トリル人
トリル人（トリルじん、英語：Trill）はアメリカのSFテレビドラマ『スタートレック』シリーズに登場する架空のヒューマノイド型異星人。惑星連邦所属。

## 概要
高度な知性を持つ温厚で友好的な種族。少なくとも23世紀から惑星連邦の一員である。
額の左右から踝まで体の両側面に帯状の斑点模様があるのが特徴で、それ以外は外見・身体能力・寿命など人間とほぼ変わらない（TNGで初登場した時とDS9以降では、外見の設定が変更されている）。生活に支障はないが、暑さは多少苦手なようである。
この種族の最大の特徴は「共生結合体生物」と呼ばれる生物が腹部に共生している点である。共生生物は「ホスト」と呼ばれるトリル人の体内で人生を共に過ごし、ホストが死亡すると次のホストの体内へ移植され、前ホストの経験値を次のホストへ継承していく。知識と経験は累積し、ホストはそれまで共生生物と合体した数人～十数人の全ホストの情報を受け継ぐ。
ただしすべてのトリル人が共生結合体生物と合体しているわけではなく、厳しい競争を勝ち抜いたエリートだけが共生結合体生物を受け継ぐ権利を得られる。合体はトリルにとって最高の栄誉とされている。合体しているトリル人は全体の1000分の1以下である。

## 共生結合体生物
全長20cmほどの手足の無い生物で、体全体が1つの脳のような形と言える。トリル星の地下の湖に生息し、合体前の共生結合体生物はそこで守護者によって大切に育てられている。共生結合体生物は一度合体するとトリル人の体内でしか生きられず、また合体したトリルも共生結合体生物無しでは生きられなくなる。共生生物はトリル人に比べると数は圧倒的に少ない。寿命は数百年と言われている（個体によっては500年以上生きることもあるようである）。
『スタートレック:ディスカバリー』シーズン3では、共生結合体生物"タル"が合体した地球人のアディラ・タンが登場する。

## 精神
共生結合体生物に様々な経験を積ませ育てていくことがトリル人の大きな目的である。そのため、合体したホストはもとよりトリル人はホストの命よりも共生結合体生物を守ることを優先させる。前ホストの家族と関係を持つことは好ましくないなど、様々な経験を積ませるにあたっていくつかの掟がある。特に過去の恋人（または夫婦）と愛し合うのは再恋愛と言われ不自然なことであり禁忌とされる行為で、破った場合はトリル社会から追放される。
現在のホストと過去のホストが親しい友人を介して対面するジャンタラの儀式がある。
ホストが変わると年齢や性格、性別さえも変わってしまうため、一般的にホストを超えた友情は育みにくいとされる。また、合体前を知る者も、性格が変わってしまう合体後はとまどうようである。合体しているトリルはエリートだが、待遇が普通のトリル人と変わることはないようだ。合体していないトリルは地球人の性格とほぼ変わらない。

## 文化
共生結合体生物のホストは合体審査理事会によって決められ、厳しいテストに合格した候補生にのみ合体許可が下りる。ホストとして選ばれることにおいて職業に制約は無い。合体したホストは姓が共生結合体生物の名前となる（ダックス参照）。それまでの姓をミドルネームとして使用することもある。合体できる適性を持つのはトリル人の1000分の1と言われているが、実際に適性を持つのはトリル人の半分であり、委員会はそれを秘密にすることで少ない共生結合体生物が取り合いになるような混乱を防いでいる。その他、合体前の共生結合体生物の飼育やホストのケアなどに一生を捧げる守護者と呼ばれる職業がある。合体の是非に関わらず、一連邦市民として生活したり、宇宙艦隊に所属したりと、基本的に生活は他の連邦加盟種族と変わらない。

## 代表的なトリル人
- ジャッジア・ダックス
- エズリ・ダックス
- オダン

連邦大使。代々調停者を務める一族と名乗っているが、彼らは実際には同じ共生結合体生物オダンと合体した歴代のホスト達であり、血縁関係はない。ペリア・ゼル星の衛星、アルファとベータの間の和平調停を行うためエンタープライズDで任務に就き、ドクター・ビバリー・クラッシャーと愛し合うようになる。しかしシャトルでの移動中に事故に遭いオダンのホストは死亡してしまう。共生結合体生物オダンはライカーを臨時のホストとして衛星間の和平を実現させるが、トリル星から派遣されて来た新しいホストが女性であったため、ドクター・ビバリー・クラッシャーとの関係は破局した。スタートレックシリーズで初めて登場したトリル人で、以降に登場するトリル人とは、眉毛が無い・額に隆起がある・首筋の斑点が無いなど外見に違いがある。
- グレイ・タン

スタートレック:ディスカバリーシーズン3で登場するトランスジェンダー。